# Can Sion
Can Sion o Ca'n Sion és un establiment emblemàtic fundat a Palma, Mallorca, el 1878 per Melchor López. Especialitzat inicialment en productes artesans relacionats amb la pesca i l'agricultura. El negoci ha passat per quatre generacions de la família López, s’ha adaptat als canvis tecnològics i ha augmentat la seva presència a diferents localitzacions de l'illa. Es pot trobar botigues a la Plaça del Banc de l'Oli, Ciutat Jardí i Portitxol, a més té una plataforma digital.

## Història

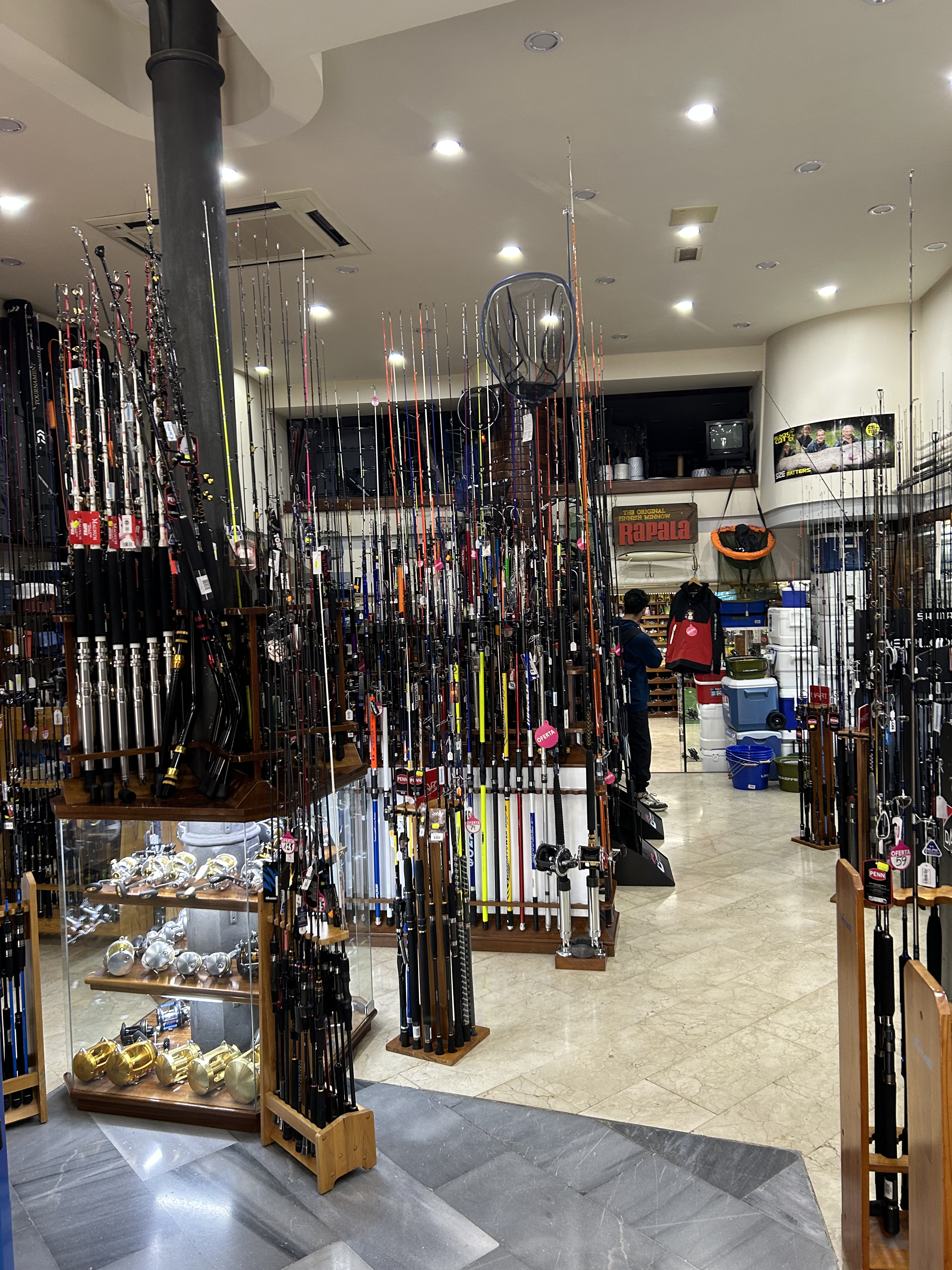
Interior de Can Sion (Palma)

Fundada el 1878 per Melchor López, la primera seu de Ca'n Sion es va ubicar al número 12 de la plaça del Banc de l'Oli (Palma), on es comercialitzaven articles elaborats manualment, com ara nasas (trampes per a peixos), cistelles d'espart, canyes de bambú i fils de cànem. Aquests productes eren essencials per a les activitats marítimes i agràries de la zona.
El 1930, Andrés López Serra, fill menor del fundador, va assumir la direcció del negoci. En aquella època, la botiga mantenia una producció artesanal, amb tècniques tradicionals com el tall, assecat i modelatge manual del bambú per part d'Andrés i els seus fills, Andrés i Ernesto. La manca de materials sintètics com el niló i l'ús de processos manuals feien dels productes de Ca'n Sion articles únics al mercat.
Durant la tercera generació, sota la gestió d'Andrés López Smit (net del fundador i bicampió mundial de pesca esportiva), el negoci va orientar-se cap a la distribució d'equipaments de pesca especialitzats, reduint progressivament la fabricació pròpia. López Smit va mantenir un servei de venda personalitzada, consolidant la botiga com a referent en l'àmbit de la pesca esportiva a les Illes Balears.

## Expansió i actualitat
Al llarg del segle XX, Ca'n Sion va contribuir a definir el caràcter comercial i social de la plaça del Banc de l'Oli, traslladant-se posteriorment al número 7 de la mateixa plaça. Amb la incorporació de nous materials i tècniques industrials, l'empresa va diversificar la seva oferta i va obrir dues sucursals més: una a Ciutat Jardí i una altra a Portitxol.
Des del 2023, el negoci està dirigit per Andrés López Arabí, besnet del fundador, representant de la quarta generació de la família. Sota la seva gestió, s'ha impulsat la venda en línia mitjançant la creació d'un lloc web, combinant l'herència artesanal amb les exigències del comerç modern. Continua sent un exemple de l'adaptació dels negocis tradicionals als canvis socioeconòmics, preservant alhora part del patrimoni cultural de Mallorca.
El 24 de juliol de 2024 (resolució núm. 7460, Ajuntament de Palma) el manté com a Comerç Emblemàtic (categoria 1A) en l'aprovació del Catàleg d'establiments emblemàtics de 2024, en què fou inclosa el 2018.

## Galeria d'imatges

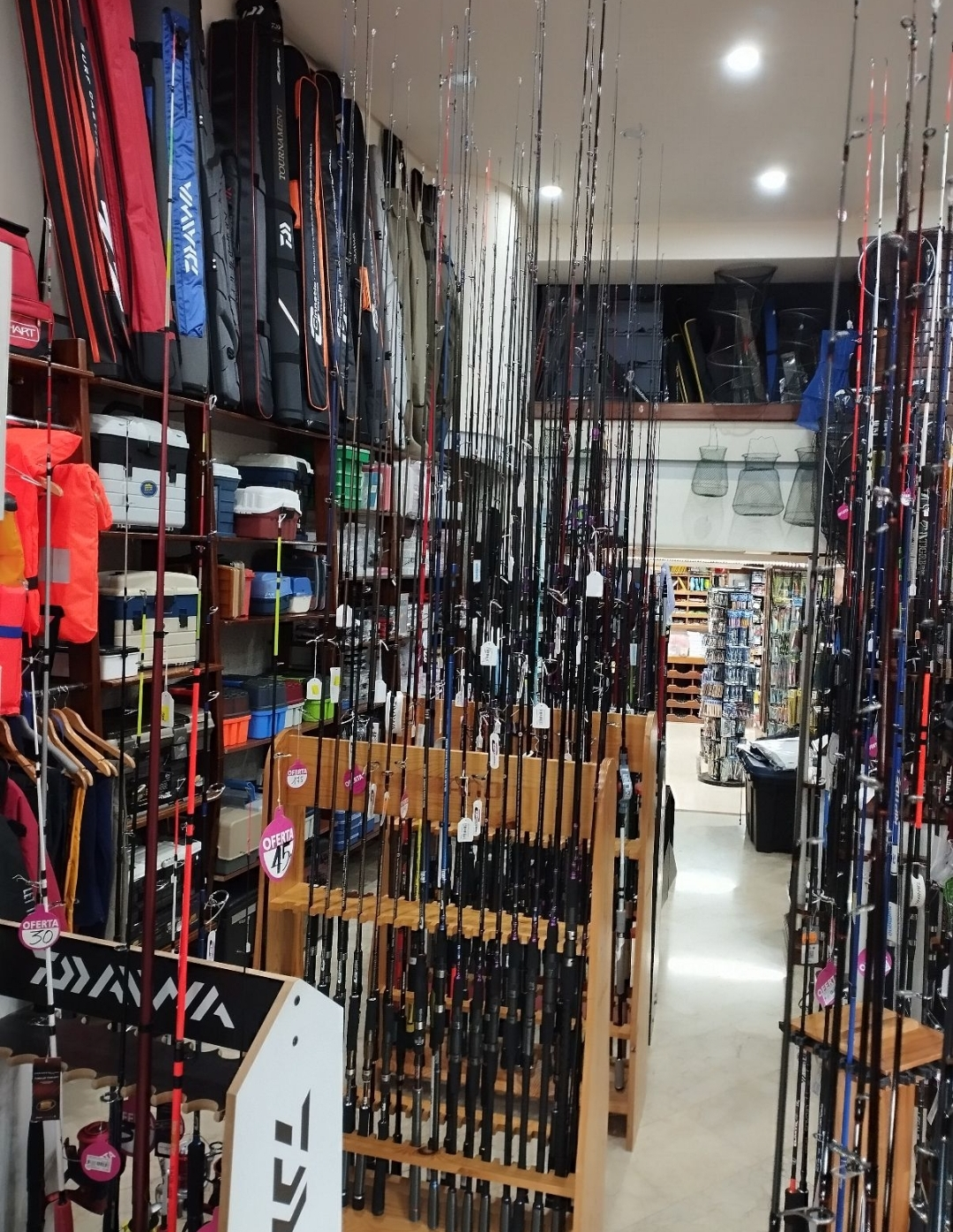
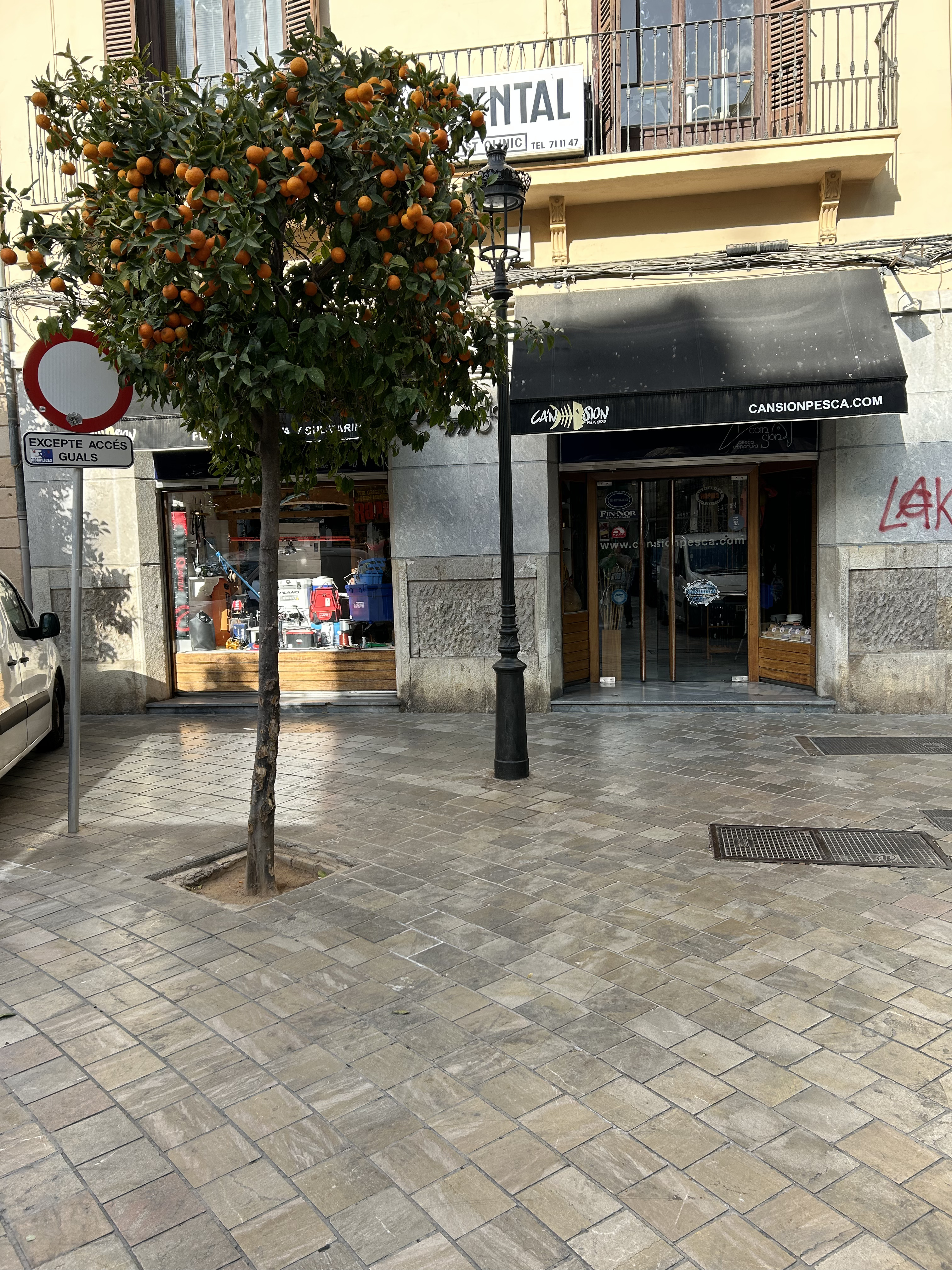
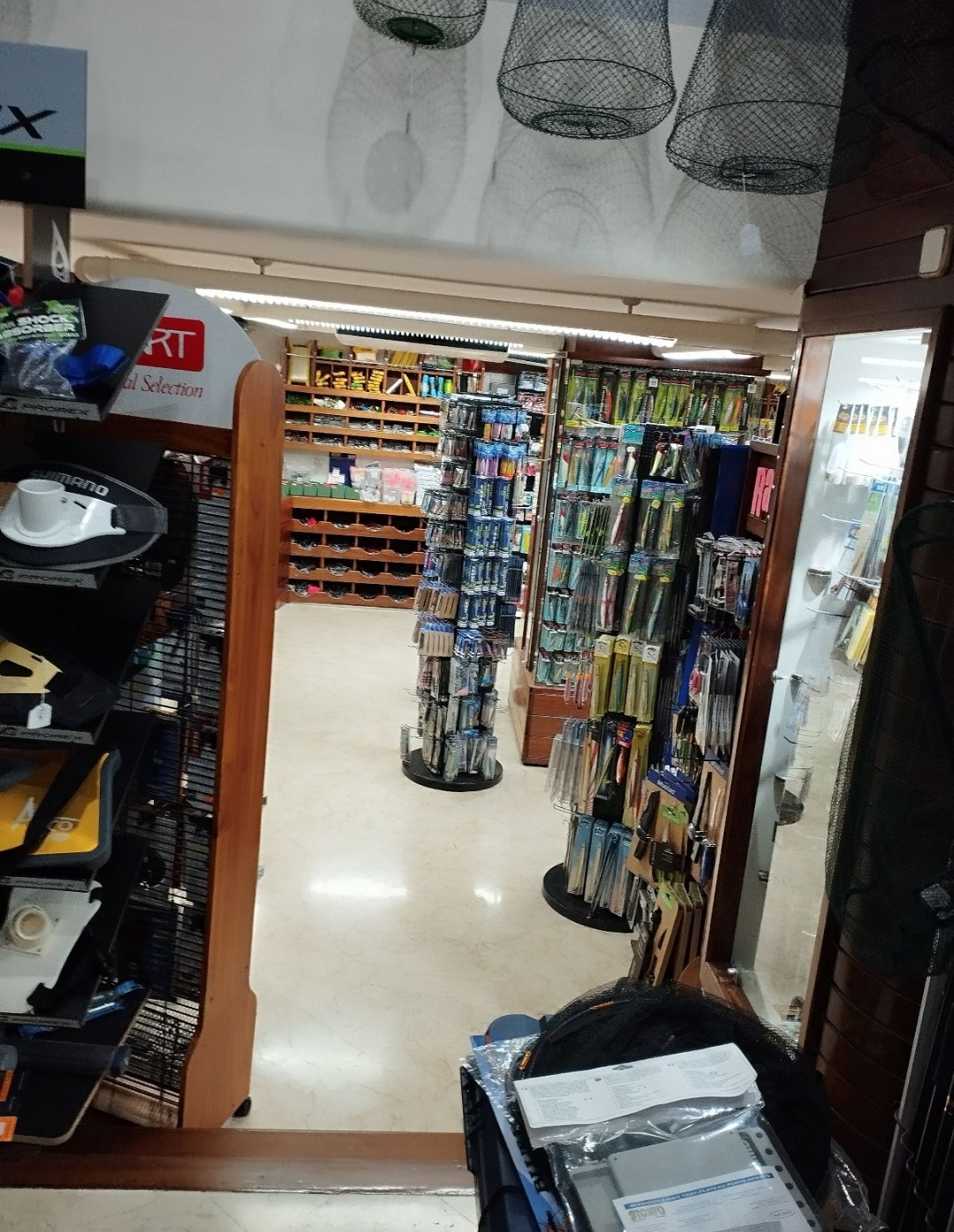